# 東方三博士の礼拝 (スルバラン)
『東方三博士の礼拝』（とうほうさんはかせのれいはい、仏: L'Adoration des Mages, 英: Adoration of the Magi）は、スペインのバロック絵画の巨匠フランシスコ・デ・スルバランが1638-1639年にキャンバス上に油彩で制作した絵画である。画家が『受胎告知』、『羊飼いの礼拝』、『キリストの割礼』とともにへレース・デ・ラ・フロンテーラのカルトジオ会のために描いた4点の大作のうちで1点で、『新約聖書』に記述されている「東方三博士の礼拝」の場面が描かれている。1901年のレオン・ド・ベリエ  の寄贈で、フランスのグルノーブル美術館の所蔵となっている。

## 作品
本作の主題は『新約聖書』中の「マタイによる福音書」 (2章1-40) から採られている。東方から3人のマギ (東方三博士) が星を追跡してやってくると、ベツレヘムの厩に幼子イエス・キリストを見出すという出来事である。
画面は平行に3つの色層を設定することにより、その三次元性が作り出されている。第一の層は最も幅が厚く、跪くカスパール (マギ)の金色の衣から始まって、キャンバス中央の陰になった柱で終わっている。この空間にスルバランはすべての人物を配置しているが、人物たちがあまりにも大きく描かれているために、端役たちは残された空間に押し込まれ、画面右側の聖母マリアの背後にいる聖ヨセフさえ窮屈そうに画面枠に押しつけられてしまっている。人物群の背後の第2番目の層は奥行きの印象を作り出すための建築の部分であるが、ほとんど建築としての用はなさない。その次の第3番目の層は、地平線沿いに空の色の明るくすることで暗示されているだけである。光の層と陰の層を交互に重ねて作り出していく、こうした画面に平行な空間構成のタイプは、17世紀になってからスペインの画家たちによって用いられていた。
このように空間構成では保守的であるが、人物たちは理想化されておらず、強い個別性を与えられている。ムーア人のバルタサール (マギ)などは、スルバランが現実のモデルを用いたことが容易に想像される。人々の武骨な顔、目鼻立ちの凸凹を強調するような光と影などはセビーリャ絵画のディエゴ・ベラスケス以降の時代に属す。そして、スルバランの色彩の用い方はユニークである。カスパールの壮麗な衣装の金色と朱色、バルタサールの衣装の輝かしいピンク色、聖母のスカートの濃い青色が目を引く。カスパールの背後に立っているメルキオール (マギ)は、金色と赤色などからなるつづれ織りの上着を身に着けている。人物を前景に密集させていることが、このように並置された色彩の強烈さをいっそう強めており、それが鑑賞者の目を射る。